# دیو بامپستد
دیو بامپستد (انگلیسی: Dave Bumpstead; ۶ نوامبر ۱۹۳۵ – ۲۶ اوت ۲۰۱۷) بازیکن فوتبال اهل بریتانیا بود.
از باشگاه‌هایی که در آن بازی کرده‌است می‌توان به باشگاه فوتبال بریستول راورز، باشگاه فوتبال توتینگ اند میتچام یونایتد، و باشگاه فوتبال میلوال اشاره کرد.